# Oleksandr Rezanov
Oleksander Genadijevič Rezanov (ukrajinsko Олександр Геннадійович Рєзанов; rusko Александр Геннадьевич Резанов), sovjetski (ukrajinski) rokometaš, * 14. oktober 1948, † 5. september 2024.
Leta 1972 je na poletnih olimpijskih igrah v Münchnu v sestavi sovjetske rokometne reprezentance osvojil peto mesto.